# Zapadni pauwasi jezici
Zapadni pauwasi jezici (privatni kod: wpaw), malena skupina papuanskih jezika koja s istočnopauanskom skupinom čini porodicu pauwasi. Obuhvaća dva jezika koja se govore u nekoliko sela južno od Jayapura, na indonezijskom dijelu otoka Nova Gvineja, a ima svega nešto preko 300 govornika.
Predstavnici su: dubu ili tebi [dmu] 220 (2005 SIL); i towei [ttn] 120 (1975 SIL)

## Vanjske poveznice
- Ethnologue (14th)
- Ethnologue (15th)